# Néférou Ire
Pour les articles homonymes, voir Néférou.
Néférou Ire serait l'unique épouse du premier roi de la XIe dynastie Montouhotep Ier et, selon les spécialistes, dont Silke Roth, la mère des rois Antef Ier et Antef II,. Elle est nommée uniquement sur la stèle de Tjetjy, dans laquelle son fils Antef II est décrit comme « né de Néférou ».
Une reine nommée Néféroukait a parfois été considérée comme la même personne que Néférou Ire, Néféroukait étant compris comme une version longue de Néférou, mais étant donné que Néféroukait porte le titre de « Fille du roi » (sȝ.t-nỉsw.t), il est plus probable que cette dernière soit la fille de Néférou Ire et l'épouse de l'un de ses frères Antef, probablement Antef II,.